# Stjepan Vukušić (pjesnik)
Stjepan Vukušić (Stinica, Senj, 11. rujna 1931. – Pula, 31. listopada 2022.) je hrvatski pjesnik i prozni pisac iz Pule. Po struci je jezikoslovac, a uže područje su mu naglasci u novoštokavskim narječjima hrvatskog jezika. Radio je kao sveučilišni profesor. Djela su mu prevedena na nekoliko jezika. Od proznih djela, piše romane, crtice, novele, kratke priče i pripovijetke.
U Jablancu je išao u osnovnu školu. Srednju školu (gimnaziju) je pohađao u Senju. Na studij je otišao u Zagreb, gdje je diplomirao, a kasnije i doktorirao filološke znanosti na Filozofskom fakultetu. Posao je dobio u prosvjeti, pa je radio u Krku, gdje je predavao u srednjoj školi. Polovicom 1960-ih dobio je mjesto predavača na puljskom Pedagoškoj akademiji i na Pedagoškom fakultetu. Od 1984. je bio redovnim profesorom na sveučilištu.
Uz književnike Alda Klimana, Miroslava Sinčića, Tatjanu Arambašin, Daniela Načinovića i prvog izabranog predsjednika Borisa Biletića, bio je jedan od članova Inicijativnog odbora i organizatora Osnivačke skupštine Istarskog ogranka Društva hrvatskih književnika, održane u Puli 2. srpnja 1990. godine.
Član je Odbora za dijalektologiju Razreda za filologiju HAZU. U jednom je razdoblju bio član Uredničkog vijeća časopisa Jezik.
Za suvremenu hrvatsku književnost je jednim od najvažnijih pisaca s poluotoka Istre. Teme koje prožimlju njegove radove su u svezi s njegovim rodnom senjskom okolicom i poluotokom Istrom, u kojoj je proveo veći dio svog života. Vremenski, djela mu sadrže teme iz starog vijeka, doba Habsburške Monarhije te iz vremena hrvatskog proljeća. Na njegov tekst je Radoslav Jambrošić u Puli 1975. godine skladao djelo “Torzo” (za mješoviti zbor i solista). Djelo je izveo mješoviti zbor Muzičke škole u Puli 10. lipnja 1974. u dvorani JNA u Puli. (Muzička omladina, Istarska scena, sezona 1974./1975.). 2010. godine je ocjenjivački sud Hrvatskog slova dodijelio mu prvu nagradu Dubravko Horvatić za poeziju, za ciklus Opijen gorskim šutnjama objavljen 22. siječnja.
Godine 2011. Istarski ogranak DHK iz Pule objavio je knjigu "Književni portret: Stjepan Vukušić" (82 str + DVD u trajanju od 90 min.), koja donosi najvažnije kritičke i esejističke tekstove o književniku, naslovnice svih knjiga, obiteljske fotografije i snimak intervjua sa spisateljem (iz 2010.).

## Djela
- Burobran (novele i crtice), Rijeka, 1970., 2. izd. Pula, 1976.
- Da život ne pogaziš (pjesme), Rijeka, 1973.
- Svijet pod Listincem (priče), Pula, 1979.
- Usporedbe dvaju novoštokavskih naglašavanja - stiničkog i Daničićeva (jezična studija), Senj, 1982.
- Uskraćene blagosti (roman), Pula, 1982.
- Nacrt hrvatske naglasne norme na osnovi zapadnog dijalekta (monografija), Pula, 1984.
- Iznad pelina (pjesme), Senj, 1989.
- Podgorski vjetar (roman), Zagreb, 1996.
- Duh u kamenu (roman), Zagreb, 1997.
- Zvijezde nad Gočanom (roman), Pula, 2003.
- Admiral, roman o Janku Vukoviću pl. Podkapelskom, prvome hrvatskom admiralu, 2008.
- Za mlade svih godina (novele i priče), Senj, 2005.
- Tuđin među svojima (roman i dvije pripovijesti), Rijeka, 2006.
- Naglasak u hrvatskome književnom jeziku, Zagreb, 2007. (suautori: Ivan Zoričić, Marija Grasselli-Vukušić)[4]
- Zemaljskom usprkos, zbirka pjesama, Pula, 2008.
- Hrvatski zemljovid, pjesme, Zagreb, 2011.
- Istosmjerne priče, proza, Pula, 2014.
- Dok sunce sja, Senj, 2014.
- Eseji i zapisi, Žminj – Pula, 2018.